# Horst von Harbou
Horst Walter Rudolf von Harbou (* 31. Oktober 1879 in Nowa Huta bei Posen, Deutsches Reich; † 1953 in Potsdam-Babelsberg, DDR) war ein deutscher Standfotograf beim Film. Besonders bekannt wurden seine ikonischen Fotos der Filme Metropolis (1927) und M – Eine Stadt sucht einen Mörder (1931). Harbou war ein Bruder der Drehbuchautorin Thea von Harbou und Schwager des Regisseurs Fritz Lang.

## Leben und Wirken
Horst von Harbou wurde als Filmfotograf der UFA bekannt, hatte aber erst spät zu diesem zweiten Beruf gefunden. Er stammte aus einer konservativen Familie des niederen Adels dänischen Ursprungs und war früh für eine Militärkarriere bestimmt.
Harbou wurde 1879 im Forsthaus Nowa Huta bei Zielonka unweit von Posen geboren, der Vater Theodor von Harbou (1848–1913) war dort Forstverwalter der herzoglich-altenburgischen Domäne Murowana Goslin. Die Mutter Clotilde Constance von Harbou, geb. d'Alinge (1857–1938), war eine Tochter des Direktors der Strafanstalt in Zwickau.
Noch 1879 zog die Familie nach Altfranken bei Dresden, wo der Vater den Wald des Grafen Luckner verwaltete, kurz darauf auf das eigene Rittergut Tauperlitz bei Hof. Hier wurde 1888 die Schwester Thea von Harbou geboren. Den Schulden entkam die Familie durch Übernahme des kleineren Guts Vogelgesang bei Pirna, doch auch hier stellte sich der wirtschaftliche Erfolg nicht ein. Die Familie zog schließlich 1894 in die Villa Thea nach Niederlößnitz bei Radebeul, wo der Vater wieder eine Anstellung als Forstverwalter fand, diesmal in der Domäne des Fürsten Ferdinand von Bulgarien.
Für Horst von Harbou bedeuteten die vielen Umzüge auch eine wechselvolle Schulkarriere fern von zuhause: ab 1890 besuchte er als Internatszögling die kgl. Lateinschule in Wunsiedel, es folgten verschiedene Militärschulen in Sachsen; 1905 wurde er zum Leutnant und 1909 zum Oberleutnant des 8. sächsischen Infanterie-Regiments Nr. 107 Prinz Johann Georg in Leipzig ernannt. Als Hauptmann nahm er 1914 am Kriegsgeschehen in Frankreich und Flandern teil, die Grausamkeiten des Krieges erlebte er im Oktober 1914 als Teilnehmer der Schlacht von Ypern. Im Februar 1915 heiratete er auf Fronturlaub in Chludowo bei Posen Margarethe von Treskow, die Tochter eines vermögenden Rittergutsbesitzers. Es folgten die Kinder Karen (* 1916), Niels (* 1919) und Birgit (* 1921).
Der verlorene Krieg vernichtete alle weiteren Karrierepläne. Unmittelbar nach Ende des Kaiserreichs musste auch Horst von Harbou sich neu orientieren und nahm als kgl. sächsischer Major seinen Abschied. Im Alter von vierzig Jahren entschied er sich für das Erlernen eines neuen Brotberufs und folgte dabei dem bisherigen Hobby der Fotografie: 1919–1921 absolvierte er in Wiesbaden eine fotografische Ausbildung, bevor seine Schwester Thea ihn nach Berlin und in den Umkreis der Regisseure Joe May und Fritz Lang zog, für die sie bereits seit 1920 Filmdrehbücher schrieb.
Horst von Harbou konnte sich schnell in seinem neuen Beruf behaupten und wurde von seinem Schwager Fritz Lang früh gefördert. Er zog mit seiner Familie 1924 nach Neubabelsberg, wo seine Schwiegereltern ihm in der Steinstrasse 17, unmittelbar neben dem UFA-Gelände, ein neues Haus errichtet hatten. Fortan lebte die Familie nahe des Filmgeländes und seine Kinder traten mit Begeisterung als Komparsen in den Filmen von Fritz Lang auf – die Tochter Birgit besonders prominent in M – eine Stadt sucht einen Mörder.
Harbou wurde von Fritz Lang erstmals bei dem zweiteiligen Nibelungen-Film (1922/24) als Standfotograf bei dessen aufwändigen Inszenierungen eingesetzt. In dieser Funktion fotografierte Harbou bis M (1931) sämtliche Lang-Werke, darunter auch die kostenintensiven Science-Fiction-Klassiker Metropolis (1927) und Frau im Mond (1929). Anschließend wurde Harbou von der UFA bei einer Fülle von anderen Produktionen eingesetzt, darunter mehrere Inszenierungen Reinhold Schünzels und anderer Spitzenregisseure wie Erik Charell, Gustav Ucicky, Ludwig Berger, Detlef Sierck und zuletzt Josef von Baky. Harbou trat auch gerne selbst vor die Kamera und spielte z. B. 1929/30 neben Conrad Veidt den preußischen Soldaten Stibbe in Joe Mays Film Die letzte Kompagnie. Horst von Harbous Tochter Birgit von Puttkamer wurde in späteren Jahren für zahlreiche Publikationen über Fritz Lang und Thea von Harbou als Zeitzeugin befragt.
Mit Kriegsende 1945 zog sich Horst von Harbou ins Privatleben zurück, blieb aber bis zu seinem Tod weiterhin am Produktionsstandort Potsdam-Babelsberg ansässig, während sich seine Schwester im Westen Berlins niederließ. Thea überlebte ihn nur um ein Jahr.

## Galerie

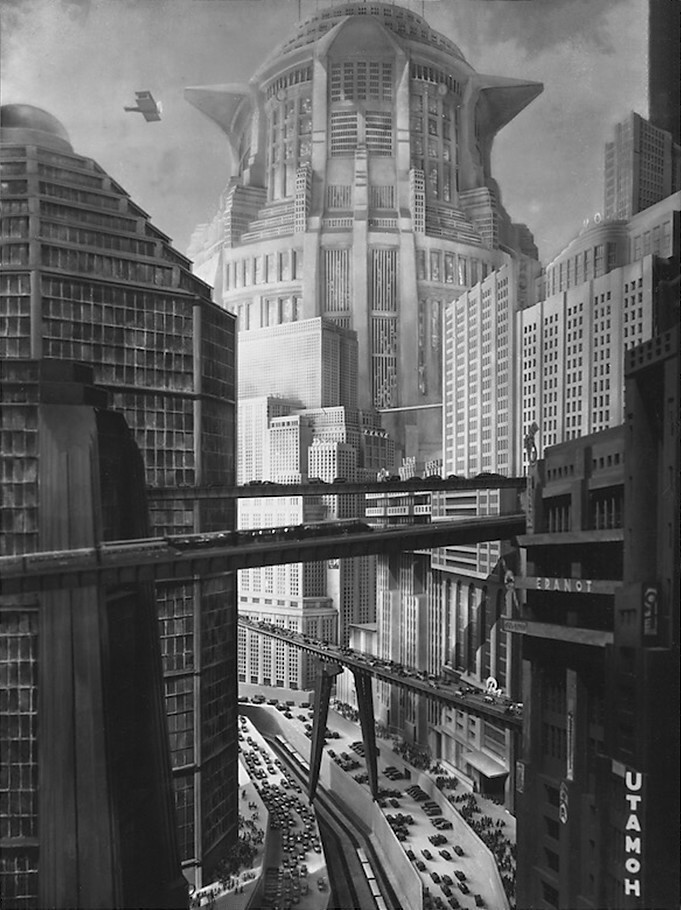
Setaufnahme, Metropolis (1926)
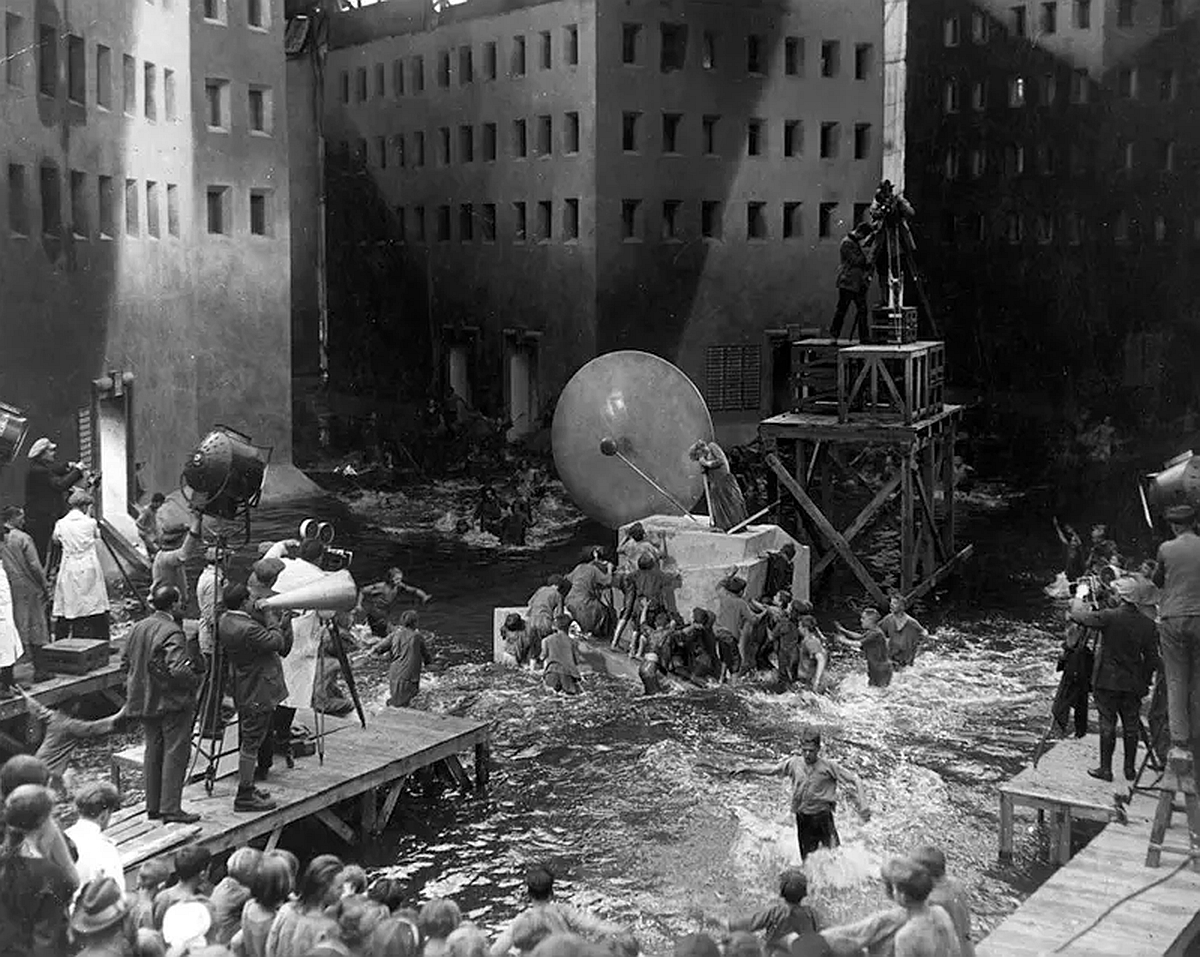
Fritz Lang (mit Megafon), Metropolis (1926)
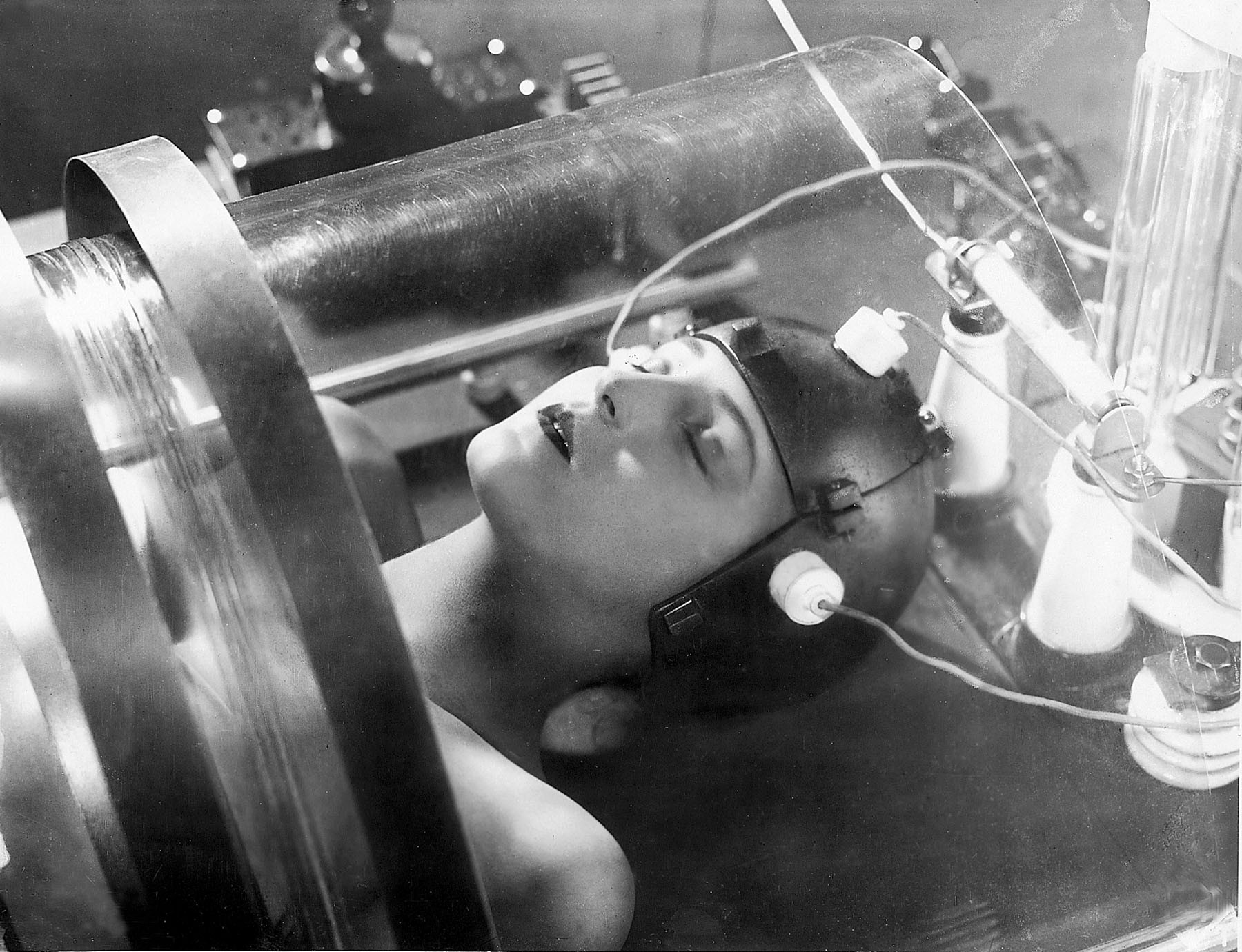
Brigitte Helm, Metropolis (1926)
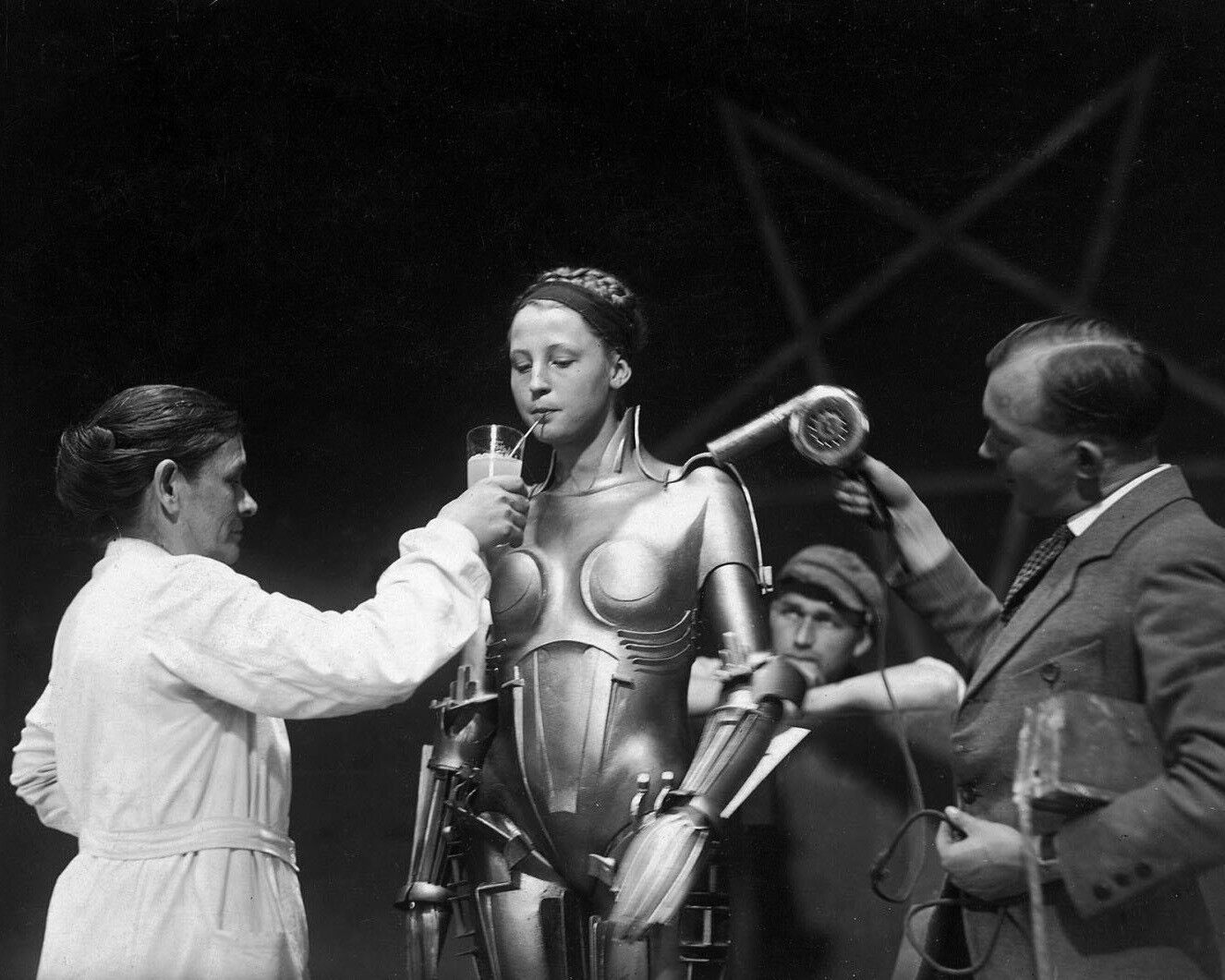
Brigitte Helm als Maschinenmensch, Metropolis (1926)
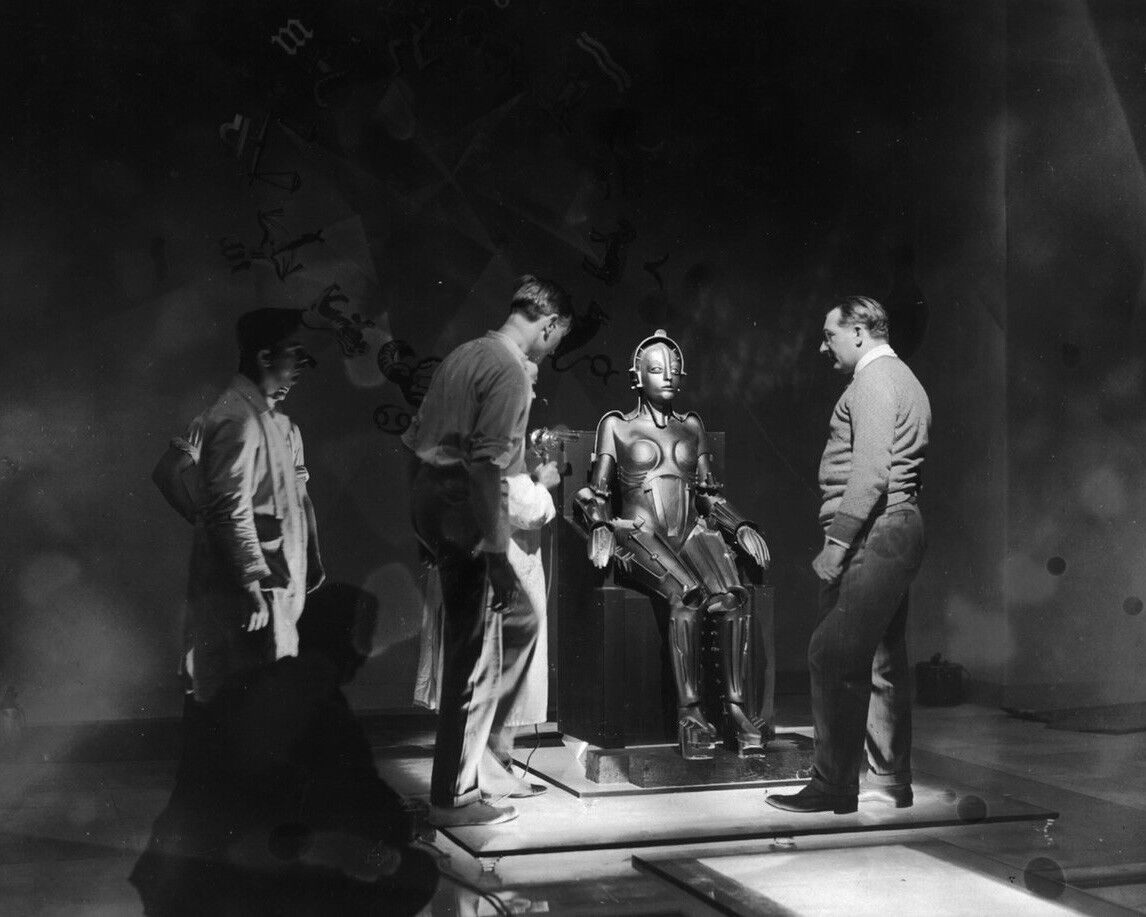
Brigitte Helm als Maschinenmensch, Metropolis (1926)
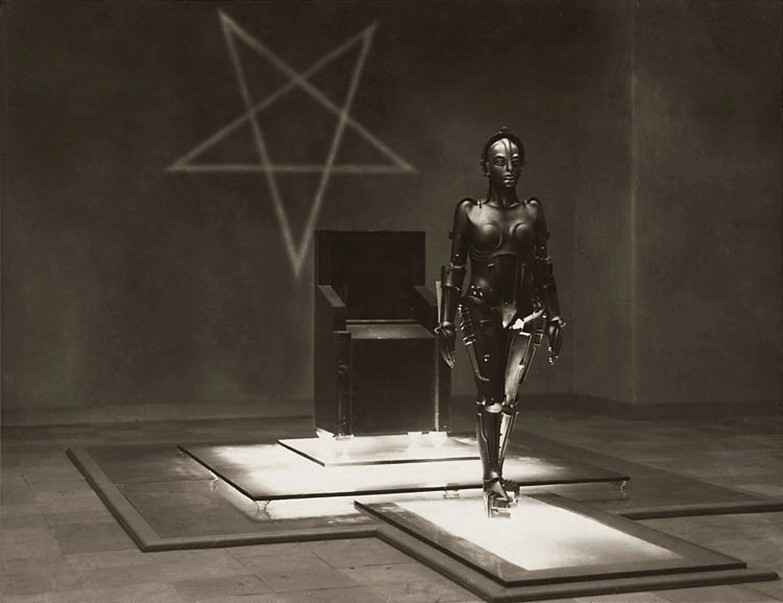
Brigitte Helm als Maschinenmensch, Metropolis (1926)
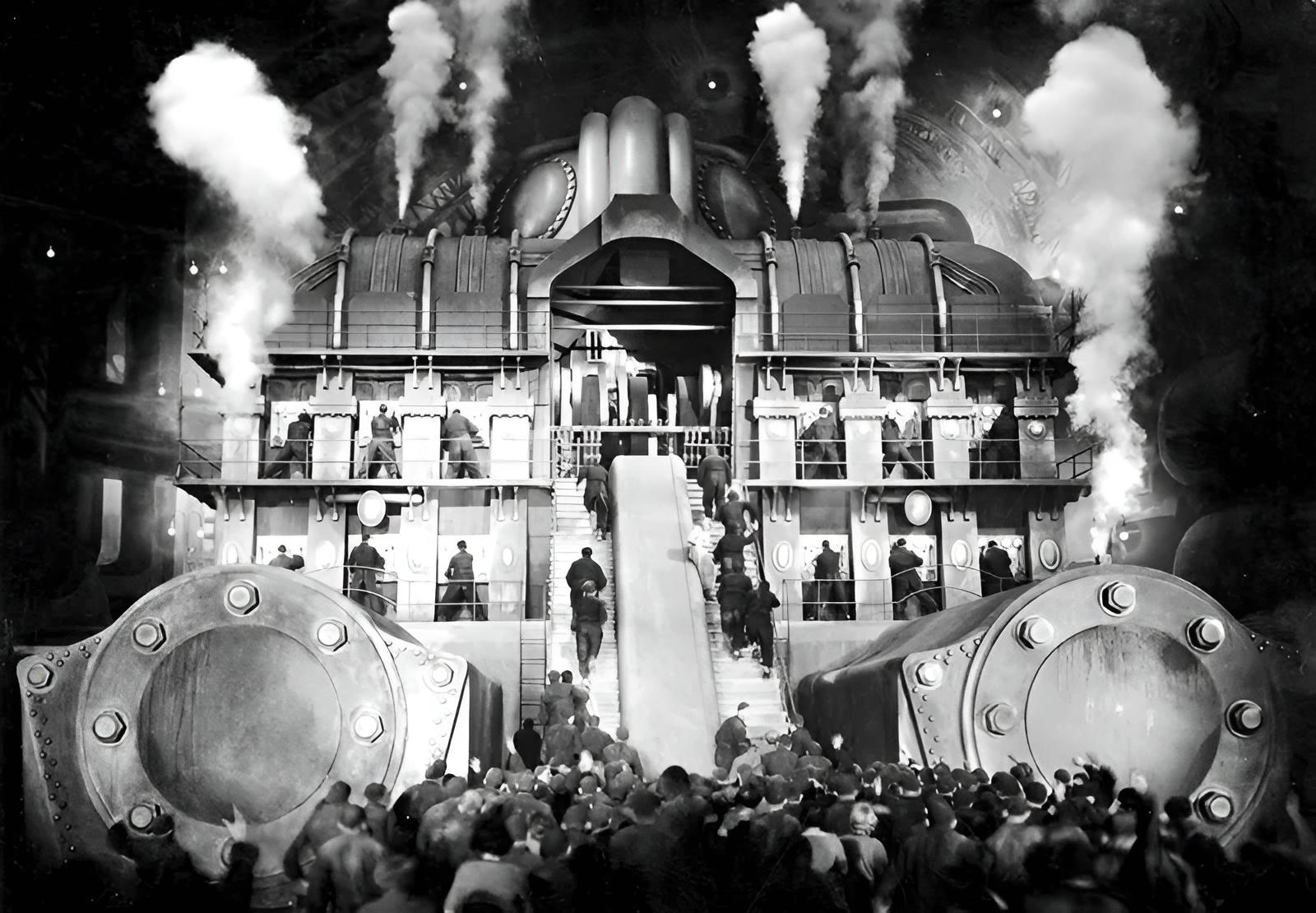
Massenszene, Metropolis (1926)

## Filmografie
- 1922/24: Die Nibelungen (2 Teile)
- 1927: Metropolis
- 1928: Spione
- 1929: Frau im Mond
- 1930: Der weiße Teufel
- 1931: M – Eine Stadt sucht einen Mörder
- 1931: Der Kongreß tanzt
- 1931: Ronny
- 1932: Zwei Herzen und ein Schlag
- 1932: Mensch ohne Namen
- 1932: Morgenrot
- 1932: Wie sag’ ich’s meinem Mann?
- 1933: Saison in Kairo
- 1933: Flüchtlinge
- 1933: Walzerkrieg
- 1934: Der junge Baron Neuhaus
- 1934: Die Töchter ihrer Exzellenz
- 1934: Prinzessin Turandot
- 1934: Liebe, Tod und Teufel
- 1935: Amphitryon – Aus den Wolken kommt das Glück
- 1935: Stützen der Gesellschaft
- 1936: Schlußakkord
- 1936: Donogoo Tonka
- 1936: Ritt in die Freiheit
- 1937: Das schöne Fräulein Schragg
- 1937: Spiel auf der Tenne
- 1937: Brillanten
- 1937/53: Starke Herzen
- 1938: Fortsetzung folgt
- 1938: Nanon
- 1939: Meine Tante – Deine Tante
- 1939: Zwölf Minuten nach Zwölf
- 1939/41: Frauen sind doch bessere Diplomaten
- 1940: Kora Terry
- 1942/51: Augen der Liebe
- 1945: Via Mala